# Parafia Świętych Apostołów Piotra i Pawła w Sieniawie Żarskiej
Parafia Świętych Apostołów Piotra i Pawła w Sieniawie Żarskiej – parafia rzymskokatolicka, terytorialnie i administracyjnie należąca do diecezji zielonogórsko-gorzowskiej, do dekanatu Żary. W parafii posługują księża diecezjalni.